# Sabin Todorov
Pour les articles homonymes, voir Todorov (homonymie).
Sabin Todorov est un pianiste de jazz, né le 13 octobre 1966 en Bulgarie.

## Biographie
Dès son plus jeune âge, il se passionne pour la musique. Après des études musicales secondaires à Bourgas, il obtient en 1991 son diplôme du Conservatoire de Musique Classique de Sofia. En 1997, il s'installe  en Belgique afin d'étudier le jazz au Koninklijk Conservatorium de Bruxelles. Il y a pour professeurs Nathalie Loriers et Diederik Wissels.
En 2002, il un trio forme avec Lionel Beuvens à la batterie et Matthieu Verkaeren (depuis, remplacé par Sal La Rocca) à la contrebasse. Le trio joue une musique résultant de la fusion entre le jazz et la musique bulgare.
Sabin Todorov joue également en tant que sideman dans différentes formations belges de jazz telles que le Bernard Guyot Quartet. Il a également joué avec Fred Delplancq, Paolo Radoni, Phil Abraham, Jean-Louis Rassinfosse, Pierre Vaiana, Fabien Degryse, Bart De Nolf...